# Roch Joseph Laurent Corte
Roch Joseph Laurent Hyacinthe Corte dit Courte de Bonvoisin, né le 17 octobre 1761 à Turin (Royaume de Sardaigne), mort le 29 août 1832 à Paris, est un général Sarde de la Révolution et de l’Empire.

## États de service
Il entre en service le 21 septembre 1775, comme sous-lieutenant dans la légion des campements au service du roi de Sardaigne, et le 2 mai 1778, il passe dans le régiment de Montferrat. Il est nommé lieutenant le 13 avril 1782, lieutenant de grenadiers le 17 février 1789, et capitaine-lieutenant aide de camp du vice-roi de Sardaigne le 5 novembre 1789.
Il participe aux campagnes de 1792 au 31 décembre 1796 dans l’armée Sarde, il y est nommé capitaine le 4 avril 1793, capitaine des chasseurs le 16 juillet 1794, capitaine des grenadiers le 30 avril 1795, et major le 14 mars 1796. Il est blessé d’un coup de feu à la jambe droite au combat de Cossaria le 13 avril 1796.
De l’an VII à l’an VIII, il sert à l’Armée d'Italie sous les drapeaux de la République française, il est nommé chef de bataillon aide-de-camp du général Grouchy le 20 décembre 1798, chef de brigade le 17 septembre 1800 par le gouvernement Piémontais, et général de brigade le 25 mars 1801, par le même gouvernement. Grade de général confirmé par le premier consul le 3 avril 1802.
Le 23 septembre 1801, il est admis au traitement de réforme. Il est rappelé à l’activité le 27 août 1803, comme adjudant-commandant près de l’état-major général de l’armée, et il est autorisé le 8 février 1804, à prendre rang dans ce grade, avec effet rétroactif au 17 septembre 1800. Il est fait chevalier de la Légion d’honneur le 5 février 1804, et officier du même ordre le 14 juin 1804, il reste en non activité jusqu'au 24 septembre 1806.
Il est employé au 6e corps de la Grande Armée comme adjudant-commandant, il fait la campagne de Pologne en 1807. Il est admis à la retraite le 27 octobre 1808, avec le grade de général de brigade et il est fait chevalier de l’Empire le 15 juillet 1810.
Il meurt le 29 août 1832 à Paris.

## Sources
- (en) « Generals Who Served in the French Army during the Period 1789 - 1814: Eberle to Exelmans »
- Thierry Pouliquen, « Les généraux français et étrangers ayant servis [sic] dans la Grande Armée » (consulté le 3 août 2013)
- A. Lievyns, Jean Maurice Verdot, Pierre Bégat, Fastes de la Légion-d'honneur, biographie de tous les décorés accompagnée de l'histoire législative et réglementaire de l'ordre, Bureau de l’administration, janvier 1847, 655 p. (lire en ligne), p. 145.